# 2008–2009-es lengyel labdarúgó-bajnokság (első osztály)
A 2008–2009-es lengyel labdarúgó-bajnokság a lengyel labdarúgó-bajnokság legmagasabb osztályának 75. alkalommal megrendezett bajnoki éve volt. A pontvadászat 16 csapat részvételével 2008. augusztus 8-án kezdődött és 2009. május 30-án ért véget.
A bajnokságot a Wisła Kraków nyerte az ezüstérmes Legia Warszawa, és a bronzérmes Lech Poznań előtt. A Górnik Zabrze és az ŁKS Łódź kiesett.

## A bajnokság résztvevői
A következő 16 csapat indulhatott a 2008–2009-es lengyel labdarúgó-bajnokságban:
| Csapat                | Stadion                   | Férőhelyek |
| --------------------- | ------------------------- | ---------- |
| Arka Gdynia           | GOSiR Stadion             | 12.000     |
| Cracovia              | Cracovia Stadion          | 11.000     |
| GKS Bełchatów         | GKS Stadion               | 5.238      |
| Górnik Zabrze         | Ernest Pohl Stadion       | 17.722     |
| Jagiellonia Białystok | Municipal Stadion         | 10.000*    |
| Lech Poznań           | Stadion Miejski           | 18.200*    |
| Lechia Gdańsk         | Lechii Stadion            | 12.244     |
| KP Legia Warszawa     | Polish Army Stadion       | 13.628*    |
| ŁKS Łódź              | ŁKS Stadion               | 12.160     |
| Odra Wodzisław Śląski | MOSiR Stadion             | 6.620      |
| Piast Gliwice         | Piast Stadion             | 6.000      |
| Polonia Bytom         | Edward Szymkowiak Stadion | 7.000      |
| KS Polonia Warszawa   | Polonii Warszawa Stadion  | 7.000      |
| Ruch Chorzów          | Ruch Stadion              | 10.000     |
| Śląsk Wrocław         | Oporowska Stadion         | 8.346      |
| Wisła Kraków          | Henryk Reyman Stadion     | 15.595*    |

- Átépítés alatt.

## A bajnokság végeredménye
| Hely | Csapat                | M  | Gy | D  | V  | RG | KG | GK  | Pont |
| ---- | --------------------- | -- | -- | -- | -- | -- | -- | --- | ---- |
| 1.   | Wisła Kraków          | 30 | 19 | 7  | 4  | 53 | 21 | 32  | 64   |
| 2.   | Legia Warszawa        | 30 | 18 | 7  | 5  | 52 | 17 | 35  | 61   |
| 3.   | Lech Poznań           | 30 | 16 | 11 | 3  | 51 | 24 | 27  | 59   |
| 4.   | Polonia Warszawa      | 30 | 15 | 9  | 6  | 40 | 23 | 17  | 54   |
| 5.   | GKS Bełchatów         | 30 | 17 | 3  | 10 | 40 | 28 | 12  | 54   |
| 6.   | Śląsk Wrocław         | 30 | 11 | 12 | 7  | 40 | 34 | 6   | 45   |
| 7.   | Polonia Bytom         | 30 | 10 | 5  | 15 | 30 | 46 | -16 | 35   |
| 8.   | Jagiellonia Białystok | 30 | 10 | 5  | 15 | 27 | 43 | -16 | 35   |
| 9.   | Ruch Chorzów          | 30 | 9  | 7  | 14 | 28 | 34 | -6  | 34   |
| 10.  | Piast Gliwice         | 30 | 9  | 7  | 14 | 22 | 32 | -10 | 34   |
| 11.  | Lechia Gdańsk         | 30 | 9  | 6  | 15 | 17 | 26 | -9  | 33   |
| 12.  | Odra Wodzisław        | 30 | 9  | 5  | 16 | 30 | 44 | -14 | 32   |
| 13.  | Arka Gdynia           | 30 | 8  | 8  | 14 | 23 | 40 | -17 | 32   |
| 14.  | Cracovia              | 30 | 7  | 9  | 14 | 27 | 39 | -12 | 30   |
| 15.  | Górnik Zabrze         | 30 | 7  | 9  | 14 | 24 | 40 | -16 | 30   |
| 16.  | ŁKS Łódź              | 30 | 7  | 8  | 15 | 20 | 33 | -13 | 29   |

- A Lech Poznań nyerte a lengyel kupát, így indulhatott a 2009–2010-es Európa-ligában.

|  | UEFA-bajnokok ligája 2. selejtezőkör |
|  | Európa-liga                          |
|  | Kupagyőztes,(európa liga)            |
|  | Kiesett                              |

## Góllövőlista élmezőnye
19 gólos
- Paweł Brożek (Wisła Kraków)
- Takesure Chinyama (KP Legia Warszawa)

14 gólos
- Robert Lewandowski (Lech Poznań)

12 gólos
- Filip Ivanovski (KS Polonia Warszawa)

10 gólos
- Dawid Nowak (GKS Bełchatów)
- Dariusz Pawlusiński (Cracovia)

9 gólos
- Rafał Boguski (Wisła Kraków)
- Hernan Rengifo (Lech Poznań)
- Semir Štilić (Lech Poznań)
- Tomasz Szewczuk (Śląsk Wrocław)

## Külső hivatkozások
- Az Ekstraklasa hivatalos honlapja